# 变形金刚2：堕落者的复仇
《变形金刚2：堕落者的复仇》是一款改编自2009年真人电影《變形金剛：復仇之戰》的第三人称射击游戏。该游戏的PlayStation 3和Xbox 360版本由Luxoflux开发，并由Beenox移植到Microsoft Windows上。PlayStation 2和Wii版本由Krome Studios开发， PlayStation Portable版本由Savage Entertainment开发所有版本的游戏均由动视发行，并于2009年6月23日在美国發售。自2020年起，动视不再支持該遊戲，并且该游戏的多人服务器已关闭。